# Mahamasinastadion
Het Mahamasinastadion is een multifunctioneel stadion in Antananarivo, de hoofdstad van Madagaskar. Het is op dit moment voornamelijk gebruikt voor voetbal en rugby wedstrijden. Het stadion heeft 22.000 zitplaatsen, maar de capaciteit kan uitgebreid worden tot 40.000 toeschouwers.
Het stadion werd al verschillende malen gerenoveerd, de laatste keer in 2020. De opening van vernieuwde station vond plaats op 2 september 2021, in aanloop naar de WK-kwalificatiewedstrijd tussen Madagaskar en Benin. Het stadion werd officieel ingehuldigd op 4 september 2021 in aanwezigheid van president Andry Rajoelina en de voetballer Samuel Eto'o.

## Incidenten

### 2005
In 2005 vond er een wedstrijd plaats tussen het Zuid-Afrikaanse team Kaizer Chiefs en het Malagassische USJF Ravinala. Er was een massale opkomst en twee mensen werden vertrapt. Ze overleden ter plekke.

### 2018
In oktober 2018 verbood de CAF dat er nog twee kwalificatiewedstrijden voor het Afrikaans kampioenschap voetbal 2019 in dit stadion gespeeld mochten worden. Tevens werd er een boete uitgedeeld van US $10.000. Dit vanwege een stormloop tijdens een wedstrijd tussen Madagaskar en Senegal in dit stadion waarbij 37 mensen gewond raakten en 1 persoon overleed. Er waren te veel supporters op het duel afgekomen en te weinig politie om dit in goede banen te leiden. Ook was er maar één toegangspoort waar alle mensen doorheen moesten.

### 2019
Op 26 juni 2019 vond tijdens de feestdagen een dodelijke stormloop plaats, waarbij 17 doden vielen, voor het merendeel tieners onder de 15 jaar.